# 奈良県道189号矢田寺線
奈良県道189号矢田寺線 （ならけんどう189ごう やたでらせん）は、奈良県大和郡山市を通る一般県道である。

## 概要
大和郡山市南郡山町から大和郡山市矢田町に至る。
矢田寺行きのバスや、奈良工業高等専門学校の通学路となっている。矢田丘陵を走る快適な道。

### 路線データ
- 起点：大和郡山市南郡山町（矢田口交差点、奈良県道9号奈良大和郡山斑鳩線交点、奈良県道144号大和郡山上三橋線起点、奈良県道266号奈良西の京斑鳩自転車道線上）
- 終点：大和郡山市矢田町（矢田寺前）

## 路線状況

### 重複区間
- 奈良県道266号奈良西の京斑鳩自転車道線（大和郡山市南郡山町・矢田口交差点（起点） - 大和郡山市外川町・外川町交差点）

### 道路施設

#### 橋梁
- 外川橋（富雄川、大和郡山市）

## 地理

### 通過する自治体
- 奈良県
  - 大和郡山市

### 交差する道路
| 交差する道路                                                                                                   | 交差する場所 | 交差する場所        |
| --- | ------------ | ------------------- |
| 奈良県道9号奈良大和郡山斑鳩線 奈良県道144号大和郡山上三橋線 奈良県道266号奈良西の京斑鳩自転車道線 重複区間起点 | 南郡山町     | 矢田口交差点 / 起点 |
| 奈良県道189号矢田寺線 / 別線                                                                                   | 田中町       | 矢田口西交差点      |
| 奈良県道249号大和郡山環状線                                                                                    | 外川町       | 外川町東交差点      |
| 奈良県道266号奈良西の京斑鳩自転車道線 重複区間終点                                                             | 外川町       | 外川町交差点        |

### 沿線
- 大和郡山市立郡山西小学校
- 奈良工業高等専門学校
- 大和民族公園（奈良県立民俗博物館）
- 大和郡山総合公園
- 矢田寺